# Barton Rovers FC
Barton Rovers FC (celým názvem: Barton Rovers Football Club) je anglický fotbalový klub, který sídlí ve městě Barton-le-Clay v nemetropolitním hrabství Bedfordshire. Založen byl v roce 1898. Od sezóny 2018/19 hraje v Southern Football League Division One Central (8. nejvyšší soutěž). Klubové barvy jsou modrá a bílá.
Své domácí zápasy odehrává na stadionu Sharpenhoe Road s kapacitou 4 000 diváků.

## Získané trofeje
- Bedfordshire Senior Cup ( 8× )
  - 1971/72, 1972/73, 1980/81, 1981/82, 1989/90, 1997/98, 1998/99, 2014/15

## Úspěchy v domácích pohárech
Zdroj: 
- FA Cup
  - 1. kolo: 1980/81
- FA Trophy
  - 3. kolo: 2000/01
- FA Vase
  - Finále: 1977/78

## Umístění v jednotlivých sezonách
Stručný přehled
Zdroj: 
- 1954–1955: South Midlands League (Division Two)
- 1955–1956: South Midlands League (Division One)
- 1956–1963: South Midlands League (Premier Division)
- 1963–1965: South Midlands League (Division One)
- 1965–1979: South Midlands League (Premier Division)
- 1979–1984: Isthmian League (Second Division)
- 1984–1991: Isthmian League (Second Division North)
- 1991–1995: Isthmian League (Second Division)
- 1995–2001: Isthmian League (First Division)
- 2001–2002: Isthmian League (Second Division)
- 2002–2004: Isthmian League (Division One North)
- 2004–2006: Southern Football League (Eastern Division)
- 2006–2010: Southern Football League (Division One Midlands)
- 2010–2017: Southern Football League (Division One Central)
- 2017–2018: Southern Football League (Division One East)
- 2018– : Southern Football League (Division One Central)

Jednotlivé ročníky
Zdroj: 
Legenda: Z - zápasy, V - výhry, R - remízy, P - porážky, VG - vstřelené góly, OG - obdržené góly, +/- - rozdíl skóre, B - body, červené podbarvení - sestup, zelené podbarvení - postup, fialové podbarvení - reorganizace, změna skupiny či soutěže
| Sezóny  | Liga                                             | Úroveň | Z  | V  | R  | P  | VG | OG | +/- | B  | Pozice |
| ------- | ------------------------------------------------ | ------ | -- | -- | -- | -- | -- | -- | --- | -- | ------ |
| 2009/10 | Southern Football League (Division One Midlands) | 8      | 42 | 6  | 9  | 27 | 49 | 95 | -46 | 27 | 21.    |
| 2010/11 | Southern Football League (Division One Central)  | 8      | 42 | 14 | 9  | 19 | 59 | 64 | -5  | 51 | 12.    |
| 2011/12 | Southern Football League (Division One Central)  | 8      | 42 | 16 | 8  | 18 | 64 | 63 | +1  | 56 | 11.    |
| 2012/13 | Southern Football League (Division One Central)  | 8      | 42 | 16 | 5  | 21 | 62 | 78 | -16 | 53 | 14.    |
| 2013/14 | Southern Football League (Division One Central)  | 8      | 42 | 24 | 8  | 10 | 79 | 48 | +31 | 80 | 6.     |
| 2014/15 | Southern Football League (Division One Central)  | 8      | 42 | 23 | 9  | 10 | 83 | 53 | +30 | 78 | 5.     |
| 2015/16 | Southern Football League (Division One Central)  | 8      | 42 | 9  | 15 | 18 | 51 | 75 | -24 | 42 | 18.    |
| 2016/17 | Southern Football League (Division One Central)  | 8      | 42 | 23 | 8  | 11 | 91 | 66 | +25 | 77 | 3.     |
| 2017/18 | Southern Football League (Division One East)     | 8      | 42 | 8  | 9  | 25 | 39 | 86 | -47 | 33 | 20.    |
| 2018/19 | Southern Football League (Division One Central)  | 8      | 38 |    |    |    |    |    |     |    |        |